# اغبرت هو
اغبرت هو (بالهولندية: Egbert Ho)‏ هو لاعب هوكي الحقل هولندي، ولد في 20 مارس 1978.